# Девиз
Девиз, мото  или слоган е израз, който описва общата мотивация на социална група, организация, институция, нация и т.н. (например „Съединението прави силата“ е национален девиз).
Слоган е запомняща се сентенция, фраза или мото и представлява водещ мотив в политическа, търговска, рекламна или друга целенасочена кампания. Обикновено това е кратък текст с иносказание, чрез който се създава връзка между казаното и целта на кампанията.
Националният девиз обикновено е на националния (локалния) език на организацията или (много често в миналото) на латински.
Може също така да се използва и от отделни хора, без да е пряко свързано или да произхожда от някоя организация или социална група.

## Етимология
Девиз идва от старофренски: devis, от латинското divisus, а мото от италианското motto – „обещание, обет, изречение“. Слоган идва на шотландски келтски: sluagh-gairm или sluagh-ghairm – „боен вик“, заето в английски като slogan.

## Хералдика
В хералдиката девизът често се намира в лента под щита; това разположение произлиза от Средновековието, когато по-голямата част от благородниците са имали собствен герб и официален девиз на тяхната владяна територия (било държава, град и т.н.). Първоначално девизите се изписвали на латински или френски език, като най-разпространени. Впоследствие започнали да се използват всякакви езици. Ето някои девизи от европейски гербове:
- „Non Nobis, Domine, Non Nobis, Sed Nomini Tuo Da Gloriam!“ (на латински) „Не нам Господи, а на Твоето име дай слава!“ – девиз на Орден на тамплиерите.
- „Съ нами Богъ“ – (на руски „Бог с нас“) девиз на Руската империя.
- „Gott mit uns“ (на немски „Бог с нас“) – германски императорски девиз.
- „Dieu et mon droit“ (на френски: Бог и моето право“ – девиз на Великобритания.
- „Je maintiendrai“ (на френски: Ще оцелея“ – девиз на Холандия.
- „Nihil sine Deo“ (на латински) „Нищо без Бога“ – девиз на Кралство Румъния.
- „Dieu protege la France“ (на френски: Боже, пази Франция“ – девиз на Кралство Франция.
- „Viribus unitis“ (на латински) „С общи сили“ – девиз на Австро-Унгария.
- „L'union fait la force“ (на френски: Обединението прави силата“ – девиз на Белгия.

Оттук и националния девиз на България
- „Съединението прави силата“

Въпреки че девизът често води началото си от бойния вик, то в хералдиката това днес са две различни понятия, въпреки че често се бъркат и използват синонимно.
Девизът е елемент, разположен в долната част на даден герб. Той обикновено се отнася до морални или религиозни ценности, или мъдрости, които сплотяват даден народ – например, „Съединението прави силата“. При новосформирани държави, например, може да се измисли съответно нов девиз.
За разлика от това, бойният вик е елемент, който, в случай, че въобще присъства, е разположен в горната част на даден герб. Той е историческа останка от Средновековието и не може да се „измисли“ в днешно време и да бъде използван в новосъздаден герб на новасформирала се нация. Бойният вик е нещо историческо, което или го е имало, или го е нямало. Той представлява възклицание или фраза, провиквана по време на военни сражения или битки, с цел да мотивира войниците – например: „Напрееееед!“ или „На боооой!“или „Ураааа!“ и тем подобни.

## Примери
1. Кампанията на Пепси (Pepsi), в която известни личности рекламират продукта завършва със слогана Dare for more (най-общо преведено на български – „Осмели се да искаш повече“).
2. Епъл – слоганът – „Мисли различно“ (Think different)
3. Търговската марка за спортни стоки Найк (Nike) има за слоган „Просто го направи!“ (Just do it!).
4. Популярен политически слоган от „зората на българската демокрация“ е „Времето е наше!“.
5. Теленор – слоганът – „Нашият свят си ти“
6. Ютуб – слоганът „Излъчи се“
7. БСП – слоганът – „Разумните решения“
8. 7/8 ТВ – слоганът – „Силата е в истината!“
9. БТВ – слоганът – „Повече от телевизия“
10. Нова ТВ – слоганът – „Заедно сме №1“